# Konstanty Terlikowski
Konstanty Terlikowski (ur. 1 stycznia 1895 w Białowieży, zm. w czasie II wojny światowej w łagrze sowieckim) – polski sędzia i adwokat, działacz społeczny i polityk, poseł na Sejm II i III kadencji (1928–1935) oraz senator IV kadencji (1935–1938) w II RP. 

## Życiorys
Ukończył studia na Wydziale Prawa Uniwersytetu Petersburskiego. W czasie I wojny światowej działał w POW. W 1918 znalazł się wśród członków Polskiego Komitetu Demokratycznego i Rady Naczelnej Ziemi Grodzieńskiej. W II Rzeczypospolitej pracował jako sędzia i adwokat, działał również w Federacji Polskich Związków Obrony Ojczyzny. Był radnym Grodna. W 1928 wybrany posłem na Sejm II kadencji z okręgu obejmującego Grodno i Suwalszczyznę. Reelekcję uzyskał w 1930 z tego samego regionu. W 1935 wybrany senatorem IV kadencji z województwa białostockiego (mandat sprawował do jesieni 1938). 5 października 1939 pojmany w Grodnie przez NKWD, zginął w niewyjaśnionych okolicznościach; być może zamordowany w 1940 w Grodnie lub w latach 1940–1941 więziony w Sorokłagu  w obwodzie archangielskim. W grudniu 1941 poszukiwany bezskutecznie przez Ambasadę RP w Kujbyszewie.